# Minamiashigara
Minamiashigara (南足柄市 Minamiashigara-shi?) es una ciudad en la prefectura de Kanagawa, Japón, localizada en el centro-este de la isla de Honshū, en la región de Kantō. Tenía una población estimada de 41 259 habitantes el 1 de septiembre de 2020 y una densidad de población de 535 personas por km².

## Geografía
Minamiashigara está localizada extremo oeste de la prefectura de Kanagawa, con la mayor parte de la ciudad ubicada dentro del parque cuasi nacional Tanzawa-Ōyama o el parque nacional Fuji-Hakone-Izu. Limita con los pueblos de Yamakita al norte, con Kaeisei al este, Oyama al oeste y con la ciudad de Odawara y el pueblo de Hakone al sur.

## Historia
El área de la actual Minamimashigara estaba bajo el control del posterior clan Hōjō en el período Sengoku, y parte del dominio Odawara durante el período Edo.
Después de la restauración Meiji, las reformas catastrales crearon las villas de Minamiashigawa, Fukusawa, Okamoto y Kitaashigara dentro del distrito de Ashigarakami. El desarrollo del área fue estimulado por la apertura del ferrocarril de Oyama (actual línea Daiyūzan del ferrocarril Izuhakone) el 15 de octubre de 1925. Minamiashigara fue elevada en estatus al de una pueblo el 1 de abril de 1940 y anexó los vecinos Fukusawa, Okamoto y Kitaashigara en 1955. Fue elevado al estado de ciudad el 1 de abril de 1972.

## Demografía
Según los datos del censo japonés, la población de Minamiashigara ha aumentado constantemente en los últimos 40 años.
| Gráfica de evolución demográfica de Minamiashigara entre 1950 y 2015 |
|                                                                      |
| Oficina de Estadística de Japón                                      |

## Ciudades hermanas
- Tilburgo, Países Bajos, desde el 4 de junio de 1989.[9]